# Édouard du Palatinat
Édouard du Palatinat, connu sous le titre de prince palatin, né le 5 octobre 1625 à la Haye, mort le 13 mars 1663 à Paris est un prince allemand établi en France.

## Biographie
Édouard est issu de la branche de Simmern de la maison de Wittelsbach, qui possède depuis trois générations la dignité d'électeur du Saint-Empire. Son père, l'électeur Frédéric V du Palatinat, marié à la princesse britannique Élisabeth Stuart, est un champion du protestantisme en Europe. Élu roi de Bohême en 1619 en opposition aux Habsbourgs catholiques, Frédéric a été vaincu à la bataille de la Montagne Blanche en 1620 et a perdu ses possessions. Édouard est donc né en exil aux Provinces-Unies.
Il épouse en secret en 1645 Anne de Gonzague de Clèves-Nevers (1616-1684), proche parente des Guise par sa mère Catherine de Lorraine-Guise-Mayenne, et se convertit au catholicisme. Ils vécurent à Paris et eurent trois filles :
- Louise-Marie (1646-1679) : elle épouse en 1670 Charles-Théodore, prince de Salm (1645-1710) ;
- Anne-Henriette (1648-1723), héritière de Guise en 1688 à la mort de Marie de Guise : elle épouse en 1663 Henri-Jules de Bourbon, prince de Condé (1643-1709), d'où postérité Condé, Conti, Orléans, avec la succession de Guise ;
- Bénédicte-Henriette (1652-1730) : elle épouse en 1668 Jean-Frédéric de Brunswick-Calenberg (1625-1679), d'où : Charlotte-Félicité, épouse de Renaud III d'Este-Modène (Louis-Philippe en descend par sa mère Marie-Adélaïde) ; et Wilhelmine-Amélie qui épouse en 1699 l'empereur Joseph Ier : le couple impérial aura pour arrière-petits-fils Louis XVI et ses frères Louis XVIII et Charles X de France, Charles IV d'Espagne, Ferdinand Ier des Deux-Siciles ou encore Frédéric-Auguste Ier de Saxe.

En 1649, il est reçu dans l'Ordre de la Jarretière.
En 1701, sa descendance est exclue de la succession d'Angleterre par l'Acte d'établissement qui lui préfère sa sœur cadette Sophie, protestante.